# Tenarea carpophylli
Tenarea carpophylli (Heydrich) V.J. Chapman & P.G. Parkinson, 1974  é o nome botânico de uma espécie de algas vermelhas pluricelulares do gênero Tenarea, família Corallinaceae.
- São algas marinhas encontradas na Nova Zelândia.

## Sinonímia
- Melobesia carpophylli Heydrich, 1893
- Dermatolithon carpophylli (Heydrich) Foslie, 1909